# فرودگاه لامیداندا
فرودگاه لامیداندا  (به انگلیسی: Lamidanda Airport) یک فرودگاه همگانی با کد یاتا LDN است . این فرودگاه در کشور نپال قرار دارد و در ارتفاع ۱۲۵۰ متری از سطح دریا واقع شده است.

## شرکت‌های هواپیمایی و مقصدهای پروازی
| شرکت‌های هواپیمایی | مقصدهای پروازی      |
| ----------------- | ------------------- |
| نپال ایرلاینز     | بیراتناگر، تریبهوان |
| Tara Air          | تریبهوان            |